# شون بلانشارد
شون بلانشارد هو لاعب هوكي الجليد كندي، ولد في 29 مارس 1978 في غريتر سودبوري في كندا.

## وصلات خارجية
- شون بلانشارد على موقع دوري الهوكي الوطني (الإنجليزية)
- شون بلانشارد على موقع EliteProspects.com (الإنجليزية)
- شون بلانشارد على موقع Eurohockey.com (الإنجليزية)
- شون بلانشارد على موقع HockeyDB.com (الإنجليزية)